# Mammalodontidae
De Mammalodontidae zijn een familie van uitgestorven walvissen die leefden tijdens het Oligoceen in Australië en Nieuw-Zeeland. Momenteel bevinden er zich  twee uitgestorven geslacht in deze familie, namelijk Mammalodon en Janjucetus. Dit laatste geslacht werd er pas bijgevoegd in 2010 door Fitzgerald.
Na een nieuwe cladistische analyse door Fitzgerald (2010) werd Janjucetus overgeheveld naar Mammalodontidae, waardoor Janjucetidae een jonger synoniem van Mammalodontidae werd.
Bij het analyseren van de kaakmorfologie van de getande mysticeten vond Fitzgerald 2012 acht mandibulaire kenmerken die uniek zijn voor de leden van Mammalodontidae:
- de mandibulaire symfyse is kort, heeft een ruw gewrichtsoppervlak, maar mist een symfyseale groef. Bij archaeoceten is de symfyse lang. Bij moderne mysticeten daarentegen is de symfyse zeer klein, zijn de gewrichtsoppervlakken glad en is er een groef aan de binnenkant van de onderkaak die plaats biedt aan het symfyseale ligament dat hen in staat stelt om hun mond wijd te openen.
- de uitwendige foramina op de onderkaak zijn relatief groot (kleiner of afwezig bij latere mysticeten)
- de postcanines zitten in een longitudinale groef geflankeerd door een laterale rand (de alveolaire rand)
- de alveolaire (bovenste) rand vormt een hoek met de ventrale (onderste) rand (zoals bij archaeoceten)
- de ventrale rand is recht in de achterste helft van de onderkaak
- tanden hebben longitudinale ribbels
- achterste postcaninen hebben twee wortels die samenkomen onder de kroonbasis
- postcaninen zijn dicht opeengepakt zonder lange diastemata

Op basis van deze onderkaakkenmerken concludeerde Fitzgerald 2006 dat bij mysticeten de vergroting van de mondholte, aangepast aan zuigvoeding, evolueerde vóór de onderkaakaanpassingen voor bulkfiltervoeding, zoals bijvoorbeeld kinetische kaakgewrichten.